# Augustynów (Wieruszów)
Pour les articles homonymes, voir Augustynów.
Augustynów est une localité polonaise de la gmina de Lututów, située dans le powiat de Wieruszów en voïvodie de Łódź.